# Valentín de la Sierra
Valentín de la Sierra (Rancho San Cayetano de los Landa, Municipio de Huejuquilla el Alto, Jalisco, México, 15 de febrero de 1898 - Rancho El Cedrito, Municipio de Valparaíso, Zacatecas, México, 5 de septiembre de 1926 o enero de 1927) fue un vaquero y cabecilla cristero secundario durante la Guerra Cristera, muy famoso en México debido a sus andanzas, a sus breves escaramuzas contra tropas del Ejército Mexicano, y sobre todo a la canción ranchera en su honor llamada "Corrido de Valentín de la Sierra" o "Las mañanas de Valentín", compuesta por el labriego Chimano Noriega y arreglada por el músico Elidio Pacheco. Su nombre verdadero fue Valentín Ávila Ramírez.

## Biografía
Nacido en el Rancho San Cayetano de los Landa, Municipio de Huejuquilla el Alto, Valentín Ávila Ramírez fue hijo del pequeño ganadero Basilio Ávila y Eugenia Ramírez. Desde adolescente aprendió a montar a caballo y a disparar carabinas. Entre sus características destacaron su fortaleza física, su agilidad para dar grandes saltos y montar, y su manejo de machetes; fue un individuo valiente, conocedor de caballos, osado, resuelto.
Jaranero, en las fiestas gustaba de sacar a bailar a numerosas jóvenes. Valentín era diestro al montar caballos, y anhelaba ser famoso, deseaba que alguien le compusiera un corrido. Se casó hacia 1917 con Manuela Ávalos. Pero tenía a su esposa casi olvidada, la visitaba esporádicamente, a veces le llevaba un envoltorio de galletas de animalitos. Tuvieron dos hijas: María Guadalupe y María Amelia Ávila Ávalos. Valentín tenía una amante, por lo que Manuela se mudó a Colotlán, Jalisco. Sus hijas quedaron a cargo de una hermana de Valentín. Luego de la muerte de Valentín de la Sierra, Manuela regresó por sus hijas y se fue a radicar con ellas a la ciudad de Aguascalientes.

### Durante la Revolución mexicana
Valentín de la Sierra y su hermano Andrés Ávila Ramírez, de 16 y 15 años de edad respectivamente, se enrolaron en 1914 en las fuerzas de Santos Bañuelos; se dieron de alta en Valparaíso, Zacatecas, adonde el revolucionario Bañuelos había arribado con Pánfilo Natera para enfrentar a "Los Colorados" del huertista Pascual Orozco.
La fase armada de la Revolución mexicana se dio por concluida con el asesinato del presidente Venustiano Carranza, el 21 de mayo de 1920. Respecto de las actividades de Valentín durante este período existen lagunas.

### Brevísima etapa como cristero
Valentín se alistó en las filas del jefe cristero Pedro Quintanar el 29 de agosto de 1926, cuando este comenzó la Guerra Cristera al atacar el pueblo de Huejuquilla el Alto, Jalisco. Fue la primera batalla del conflicto. No es que Valentín fuese muy religioso, sino que ya andaba malquistado con el gobierno federal.
Temprano en la mañana del jueves 2 de septiembre de 1926 Valentín salió montado en un caballo alazán a buscar unas vacas por el rumbo del Arroyo del Fresno, cuando por mala suerte se topó con el general Eulogio Ortiz, quien traía unos 600 hombres a los que el pueblo les llamaba "faldillones", porque las casacas de los soldados del Ejército federal les llegaban abajo de la cintura. Aunque ya se había apuntado cristero con Quintanar, el vaquero Ávila Ramírez les dijo que quería darse de alta en el gobierno. Valentín, prisionero o no, entró con la Federación al pueblo de Huejuquilla. En los tres o cuatro días que estuvieron en ese pueblo las fuerzas de Eulogio Ortiz, anduvo entre ellas. Este cuerpo militar se asistía en la fonda de doña Perfecta, una mujer entrada en años que no quería a los cristeros, y le dijo al general Ortiz que para qué traía con él al cristero ese [Valentín], que él había sido uno de los buenos de Quintanar.
Debido a lo anterior, el día que la Federación dejó Huejuquilla, sacaron a Valentín montado en un mulo, en pelo, ya prisionero, amarrado de las manos, a cargo de gente del coronel Pablo Ortiz, quien no quería ejecutar a Valentín; lo mandaba a los arroyos a traerles agua a las tropas, o a apersogar las bestias, para darle oportunidad de escapar. Los soldados le preguntaban al vaquero que a qué le tiraba, por qué no se iba. Les respondía que no tenía por qué huir, si no debía nada.

### La horca
Finalmente, el 5 de septiembre de 1926, en El Cedrito, cerca de la Hacienda del Refugio y de Milpillas de la Sierra, en el municipio zacatecano de Valparaíso, lo colgaron de un cedro.

## Primeras dos estrofas del Corrido de Valentín de la Sierra
Voy a cantar un corrido   - [o bien: Voy a cantar unos versos]

de un amigo de mi tierra

llamábase Valentín        - [o bien: del valiente Valentín]

que fue fusilado          - [o bien: que fue "afusilado"]

y colgado en la Sierra.

Ni me quisiera acordar

era una tarde de invierno - [o bien: si era una tarde de invierno]

cuando por su mala suerte

cayó Valentín

en manos del gobierno.

—(Chimano Noriega, Elidio Pacheco.)